# Dargen (stacja kolejowa)
Dargen – zlikwidowana stacja kolejowa w Dargen na wyspie Uznam w Niemczech. Znajdowała się ona przy dzisiejszej Bahnhofstraße. W pobliżu byłej stacji znajduje się Muzeum Techniki i Motoryzacji.